# Parupeneus heptacanthus
Parupeneus heptacanthus es una especie de peces de la familia Mullidae en el orden de los Perciformes.

## Morfología
• Los machos pueden llegar alcanzar los 36 cm de longitud total.

## Distribución geográfica
Se encuentra desde el Mar Rojo hasta Samoa y el sur del Japón.

## Hábitat
Es un pez de mar.